# Johann Pinggera
Johann Pinggera (Solda, 15 ottobre 1837 – Solda, 24 agosto 1916) è stato un alpinista austriaco.

## Biografia
Contadino e falegname, fratello di Alois, fu una delle più popolari guide alpine dell'area montuosa dell'Ortles tra il 1865 e il 1891, periodo di maggiore attività, con escursioni e itinerari. Con le sue esplorazioni di vette e luoghi fino a prima ancora vergini, aiutò Julius von Payer nella rappresentazione cartografica del Gruppo Ortles-Cevedale. Nel 1865 Pinggera e Johann August Edmund Mojsisovics di Mojsvár raggiunsero per la prima volta l'Ortles da Solda, passando per il sito dell'odierno rifugio Payerhütte. Poco dopo, insieme a Julius von Payer, trovò una variante di questa salita, che è considerata la via normale all'Ortles. Altre prime ascensioni di Pinggera nelle Alpi dell'Ortles furono nel 1865 il Monte Cevedale, la Punta Vertain e la Punta Solden, nel 1866 il Monte Zebrù, la Vordere, Mittlere e Hintere Madatschspitze, il Grosser Eiskoge, la Tuckettspitze, la Große Schneeglocke, la Große Naglerspitze e la Vordere e Hintere Rotspitze, e nel 1867 il Monte Vioz, il Palòn de la Mare, il Pizzo Taviela, la Cima di Lago Lungo, la Punta Cadini, il Monte Saline, il Köllkuppe e il Veneziaspitzen. Nel 1868 seguirono l'Hohe Angelus, lo Schildspitze, l'Hintere Eggenspitze e lo Zufrittspitze, nel 1870 lo Schrötterhorn, nel 1871 il Tschenglser Hochwand e nel 1872 il Trafoier Eiswand e il Kreilspitze. La maggior parte di questi tour li ha fatti con Julius Payer. Successivamente poté registrare anche le prime ascensioni nelle Alpi dello Stubai, della Zillertal e dell'Ötztal, ad esempio nel 1872 sulla Liebenerspitze, sull'Östliche Marzellspitze e sul Lodner, e nel 1874 sullo Schwarzwandspitze, sullo Schrammacher, sul Mutkogel, sull'Innere Schwarze Schneide e sul Petersenspitze. Guidò l'alpinista praghese Victor Hecht in diverse prime ascensioni. Guidò, tra gli altri, Julius Meurer, Alfred von Pallavicini e Josef Anton Specht. Tra le sue prime ascensioni vanno menzionate la Lange Suldengrat e la parete nord-est del Königspitze. Visse gli ultimi anni in cecità, probabilmente causata dai lunghi soggiorni nel ghiaccio senza mai indossare gli occhiali da neve.
Nel 1902 fu premiato dall'Oesterreichischer Alpenverein per il suo impegno per la scienza.